# Contea di Elbert (Georgia)
La contea di Elbert (in inglese Elbert County) è una contea dello Stato della Georgia, negli Stati Uniti. La popolazione al censimento del 2000 era di 20 511 abitanti. Il capoluogo di contea è Elberton.